# Rolando Astarita
Rolando Astarita (Buenos Aires, 1951) es un especialista en economía, docente y escritor argentino de orientación marxista.

## Biografía
En la década de 1970 fue obrero metalúrgico de la empresa Chrysler y, como consecuencia de su actividad sindical, fue detenido y torturado durante el llamado Proceso de Reorganización Nacional.
Participó políticamente en diversos partidos y agrupaciones de izquierda de Argentina. En 1993 fundó la Liga Marxista, una pequeña agrupación que rompió con el Partido de los Trabajadores Socialistas criticando las posiciones morenistas. La Liga Marxista puso un énfasis especial en la formación política. Publicó durante la década de 1990 la revista Debate Marxista, en cuya redacción Astarita fue una figura importante. En 1997 la Liga Marxista cambió su nombre a Liga Comunista, para disolverse varios años más tarde.
Su producción intelectual incluye siete libros, publicados entre 2004 y 2011. Su primer libro, Valor, mercado mundial y globalización, de 2004, fue un aporte a la interpretación del mercado mundial y la globalización desde la teoría del valor-trabajo de Marx. En 2008 salió Keynes, poskeynesianos y keynesianos neoclásicos, reeditado en 2019.  En 2009 se publicó en España El capitalismo roto. Anatomía de la crisis económica, que trata sobre la crisis económica global de 2008, tema que abordaría nuevamente en 2011 con La Gran Recesión y el capitalismo del siglo XXI, escrito en colaboración con José Antonio Tapia. Otros libros del autor son Monopolio, imperialismo e intercambio desigual y Economía política de la dependencia y el subdesarrollo.
Como docente, dicta clases en la Universidad de Buenos Aires y en la Universidad Nacional de Quilmes, Su blog personal recibe miles de visitas diarias y es un núcleo activo de discusiones teóricas y políticas aunque no libre de polémicas, como por ejemplo, la sostenida con el profesor Juan Iñigo Carrera.